# Whatever Happens
"Whatever Happens" er en sang af den afdøde popmusiker Michael Jackson. "Whatever Happens" er et nummer på Invincible-albummet fra 2001.
| Musik | Spire Denne musikartikel er en spire som bør udbygges. Du er velkommen til at hjælpe Wikipedia ved at udvide den. |